# س. بروك ورث
س. بروك ورث (بالإنجليزية: C. Brooke Worth)‏ هو عالم فيروسات أمريكي، ولد في 4 سبتمبر 1908، وتوفي في 22 ديسمبر 1984.